# Wojciech Łożyński
Wojciech Łożyński (ur. 23 kwietnia 1808 w Chełmnie, zm. 26 lipca 1884 tamże) – filolog, pedagog, zasłużony dyrektor gimnazjum chełmińskiego.

## Życiorys
Był synem Michała Łożyńskiego i Marianny Świderskiej.

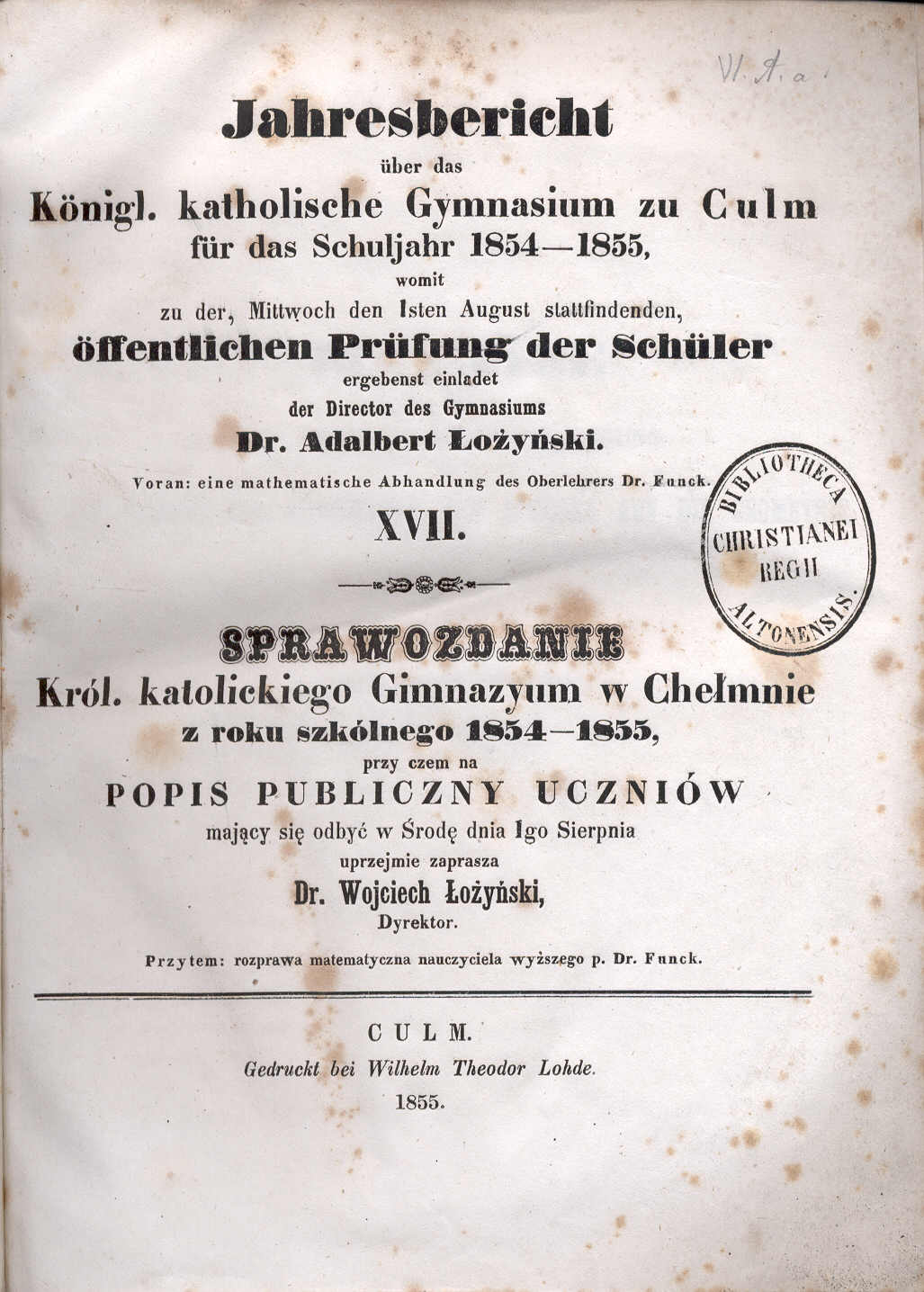
Wydane w 1855 r. sprawozdanie z działalności gimnazjum chełmińskiego przygotowane przez W. Łożyńskiego

Egzamin dojrzałości złożył w 1827 w gimnazjum w Braniewie. W latach 1827–1831 studiował filologię klasyczną w Królewcu oraz w Bonn. W roku 1833 wziął ślub z Marią Stachowską. W latach 1832–1837 uczył w szkole wyższej w Poznaniu. W 1840 został nauczycielem języka polskiego w wyższych klasach gimnazjum w Chełmnie.
W 1844 objął stanowisko dyrektora szkoły. Pełnił je przez 38 lat. W czasie jego kadencji gimnazjum osiągnęło wysoki poziom naukowy i stało się ośrodkiem oświaty, kultury i patriotyzmu dla ludności polskiej Pomorza Gdańskiego. Dyskretnie wspierał ruch konspiracyjny wśród młodzieży, jednocześnie mając na uwadze egzystencję szkoły wobec oskarżeń władz niemieckich o próbę polonizacji gimnazjum.
Pracował jako członek dyrekcji Towarzystwa Pomocy Naukowej dla Młodzieży Prus Zachodnich. Dzięki jego pomocy wielu uczniów otrzymało stypendium tej organizacji.
Prace naukowe pisał w językach łacińskim i niemieckim, interesując się szczególnie greckimi oraz rzymskimi pisarzami i filozofami. Łącznie opanował 7 języków.
Po przejściu na emeryturę w 1882 mieszkał z wnukiem Bernardem Kleinem. Otrzymał, pośród wielu innych nagród, tytuł doktora honoris causa uniwersytetu w Bonn.